# L'appartamento (film 1996)
L'appartamento è un film del 1996 diretto da Gilles Mimouni.
Sul set di questo film Monica Bellucci e Vincent Cassel si sono incontrati, e hanno in seguito iniziato una relazione.

## Trama
Max, un giovane in procinto di sposarsi con Muriel, sta preparando un viaggio di affari in Giappone, ascolta per caso una telefonata in un bar di una misteriosa ragazza. Certo che si tratti di Lisa, una sua ex, decide di seguirla fino a casa sua. In Max si risveglia il ricordo di una storia breve ma intensissima troncata non per sua volontà. Il desiderio di rivedere Lisa gli fa dimenticare tutto il resto ma la ricerca si rivela piuttosto complicata. La Lisa che ha inseguito si rivela essere un'altra ragazza che peraltro è molto attratta da lui tanto da offrirglisi subito. Si scoprirà che in realtà si chiama Alice ed è la fidanzata di Lucien, l'amico di Max, e che ha da tempo messo gli occhi su di lui. Ha sostituito la vera Lisa, sua amica e ne impedì due anni prima la comunicazione del motivo di lavoro che la fece abbandonare improvvisamente Max.
Nel convulso finale, Lisa, vogliosa di ritrovare Max, lo incrocia senza incontrarlo, mentre Alice confessa le sue bugie ma anche il suo amore per Max che dopo un'iniziale titubanza ricambia. Lisa sconsolata torna nel suo appartamento dove ad attenderla c'è un vecchio pretendente che dopo averla fatta entrare fa esplodere l'abitazione. All'aeroporto Max, mentre attende che Alice riprenda i bagagli del volo con cui sarebbe dovuta scappare, rivede casualmente Muriel. I due si abbracciano e Alice, che li vede, non torna più indietro.

## Remake
Nel 2004 è stato realizzato un remake americano: Appuntamento a Wicker Park (Wicker Park), diretto da Paul McGuigan, con Josh Hartnett e Diane Kruger.